# Carex viridula
Laîche tardive, Carex tardif
Espèce
Classification phylogénétique
Carex viridula, de noms communs Laîche tardive ou Carex tardif, est une espèce de plantes du genre Carex et de la famille des Cyperaceae.

### Liens externes

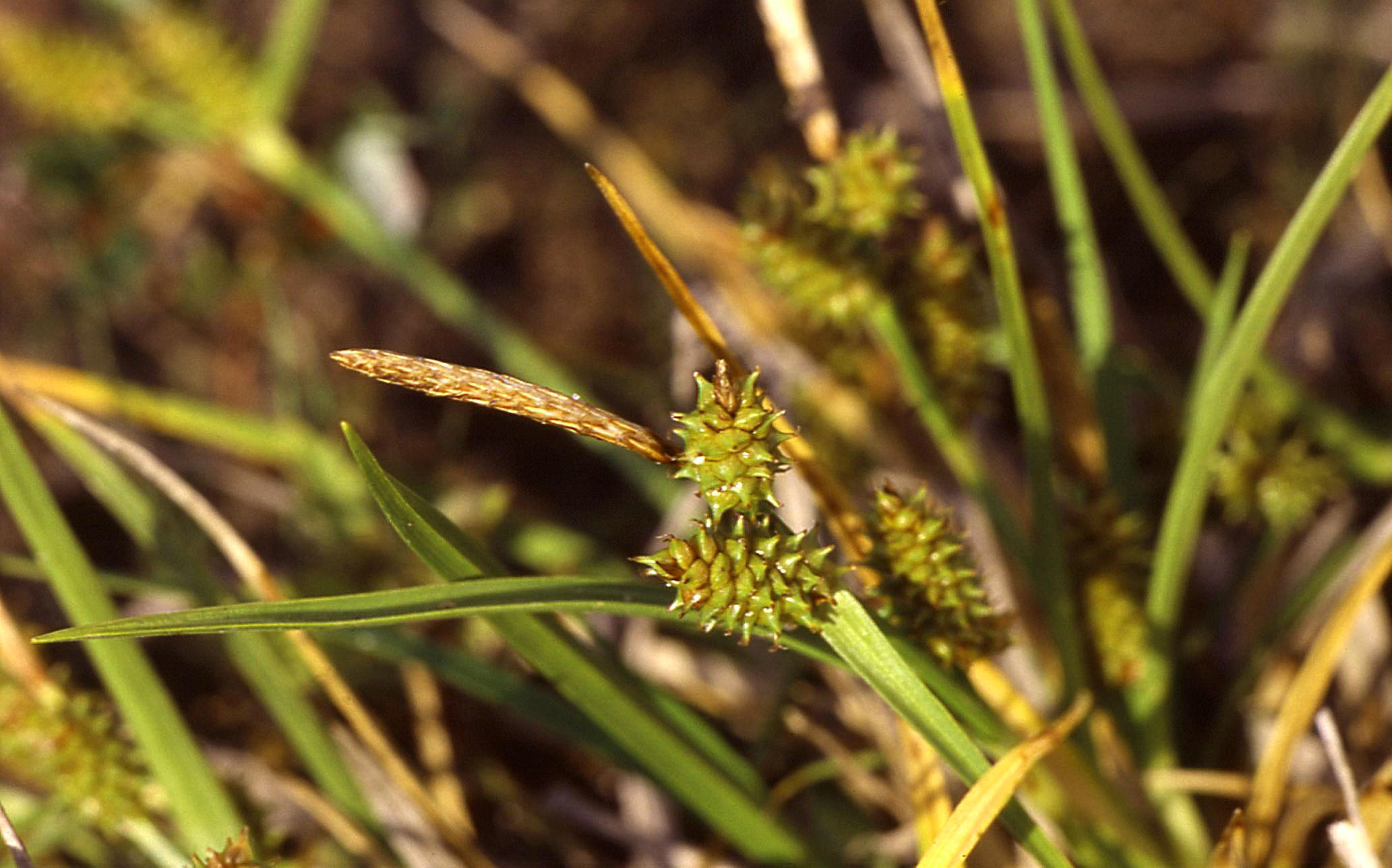
Carex viridula.